# 2. deild karla 2004
Mùa giải 2004 của 2. deild karla là mùa giải thứ 39 của giải bóng đá hạng ba ở Iceland.

## Bảng xếp hạng
| Vị thứ | Đội            | Số trận | Thắng | Hòa | Thua | Bàn thắng | Bàn thua | Hiệu số | Điểm | Ghi chú                  |
| ------ | -------------- | ------- | ----- | --- | ---- | --------- | -------- | ------- | ---- | ------------------------ |
| 1      | KS             | 18      | 12    | 3   | 3    | 53        | 30       | +23     | 39   | Thăng hạng 2005 1. deild |
| 2      | Víkingur Ó.    | 18      | 12    | 3   | 3    | 32        | 12       | +20     | 39   | Thăng hạng 2005 1. deild |
| 3      | Leiknir R.     | 18      | 11    | 5   | 2    | 42        | 17       | +25     | 38   |                          |
| 4      | Afturelding    | 18      | 7     | 4   | 7    | 32        | 29       | +3      | 25   |                          |
| 5      | Selfoss        | 18      | 5     | 6   | 7    | 38        | 37       | +1      | 21   |                          |
| 6      | Leiftur/Dalvík | 18      | 6     | 3   | 9    | 32        | 39       | -7      | 21   |                          |
| 7      | Tindastóll     | 18      | 5     | 6   | 7    | 35        | 44       | -9      | 21   |                          |
| 8      | ÍR             | 18      | 4     | 6   | 8    | 23        | 33       | -10     | 18   |                          |
| 9      | Víðir          | 18      | 3     | 7   | 8    | 21        | 41       | -20     | 16   | Xuống hạng 2005 3. deild |
| 10     | KFS            | 18      | 2     | 3   | 13   | 25        | 51       | -26     | 9    | Xuống hạng 2005 3. deild |

## Danh sách ghi bàn
| Cầu thủ                 | Số bàn thắng | Đội bóng       |
| ----------------------- | ------------ | -------------- |
| Ragnar Haukur Hauksson  | 17           | KS             |
| Þórður Birgisson        | 13           | KS             |
| Arilíus Marteinsson     | 13           | Selfoss        |
| Jakob Spangsberg Jensen | 11           | Leiknir R.     |
| Hermann Geir Þórisson   | 10           | Víkingur Ó.    |
| Jón Örvar Eiríksson     | 9            | Leiftur/Dalvík |
| Bjarki Már Flosason     | 9            | KS             |